# Ричард Руфус
Ричард Руфус (енгл. Richard Ruphus; рођен * - умро око 1260), такође познат као Рикардо де Корнелус (лат. Ricardo de Cornaellus), био је енглески филозоф и теолог. Приписују му се прве анализе Аристотелове филозофије на Западу. Те анализе се нису састојале од обичних површних сажетака Аристотелове филозофије, него детаљне филозофске дискусије. Ричард Руфус је био професор умјетности у Паризу, гдје је студирао са Александром од Халеса. Напушта Париз и приступа фрањевачком религиозном реду у Енглеској, 1238. Године 1256. постаје ректор фрањевачког студијума у Оксфорду. По Роџеру Бејкону, био је најутицајнији теолог и филозоф у Оксфорду друге половине 13. вијека.
Осим анализе филозофије Аристотела, написао је и двије анализе Ломбардових Сентенција, око 1254. године. Друга од тих анализа је критичка анализа теолошких учења Сан Бонавентуре, савременика али млађег од њега, које је овај давао у Паризу. Ричард Руфус је био први средњовјековни заговарач теорије импетуа. Његова размишљања о кретању пројектила су била увелико цитирана од стране савременика. Против вјечности као филозофског концепта је аргументовао:
- да је прошло вријеме по дефиницији коначно, пошто је већ истекло и
- да свијет није вјечан, пошто да није имао почетак, не би прошло више времена сутра него данас

У теологији Ричард је негирао вриједност онтолошког аргумента који је поставио Анселмо од Кантерберија, тврдећи да аргумент о постојање једног „независног бића“ може произаћи од саме могућности.

## Примјери његових софизама
- Све што постоји или не постоји -постоји (Quicquid est vel non est est)
- Немогуће је да знаш више него што знаш (Impossibile est te scire plura quam scis)